# ミュールハイム・アム・マイン
ミュールハイム・アム・マイン (ドイツ語: Mühlheim am Main, ドイツ語発音: [ˈmyːlha‿im]) は、ドイツ連邦共和国ヘッセン州オッフェンバッハ郡の市である。本市はマイン川左岸に位置し、面積は 20.67 km2 である。

## 地理

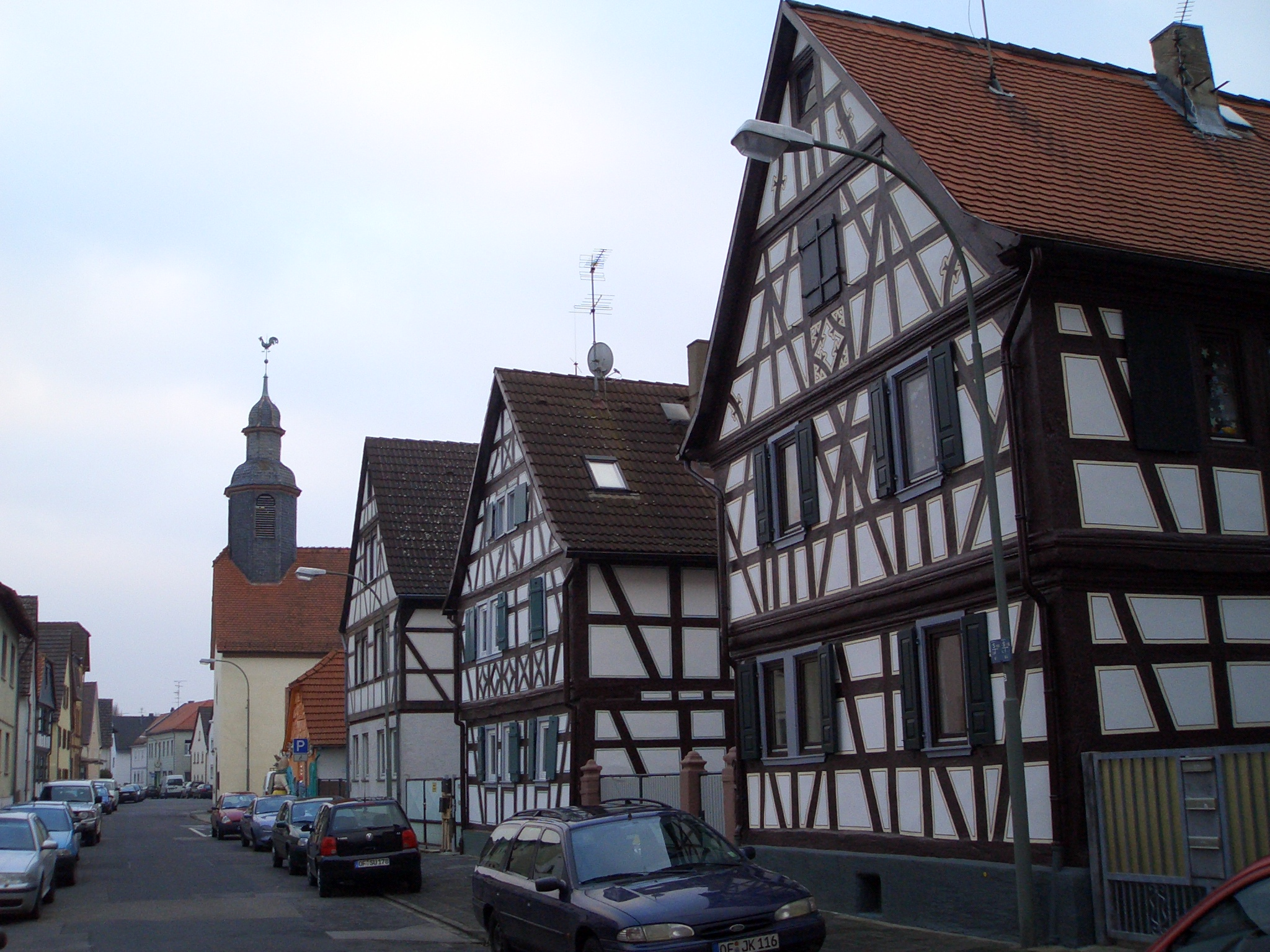
ディーテスハイム地区中心部

### 位置
ミュールハイム・アム・マイン市はオッフェンバッハ郡に属す13市町村の一つである。ライン＝マイン地域に含まれ、オッフェンバッハ・アム・マインとハーナウとの間のマイン川南岸に位置する。歴史上はマインガウに属した。ミュールハイム市内でビーバー川がローダウ川に注ぎ、その後ローダウ川がマイン川に合流する。

### 隣接する市町村
ミュールハイム・アム・マインは、北はマイン川を挟んでマインタールと、東はハーナウ（ともにマイン＝キンツィヒ郡）、南はオーベルツハウゼン（オッフェンバッハ郡）、西は郡独立市のオッフェンバッハ・アム・マインと境を接している。

### 市の構成
ミュールハイム・アム・マインは、ミュールハイム、ディーテスハイム、レンマーシュピールの 3市区からなる。ミュールハイム市区には、旧中心市街の他、マルクトヴァルト住宅地とローテ・ヴァルテ住宅地が含まれる。
市内には、かつてマイエルスハイムという集落があったが、現在は廃村となっている。

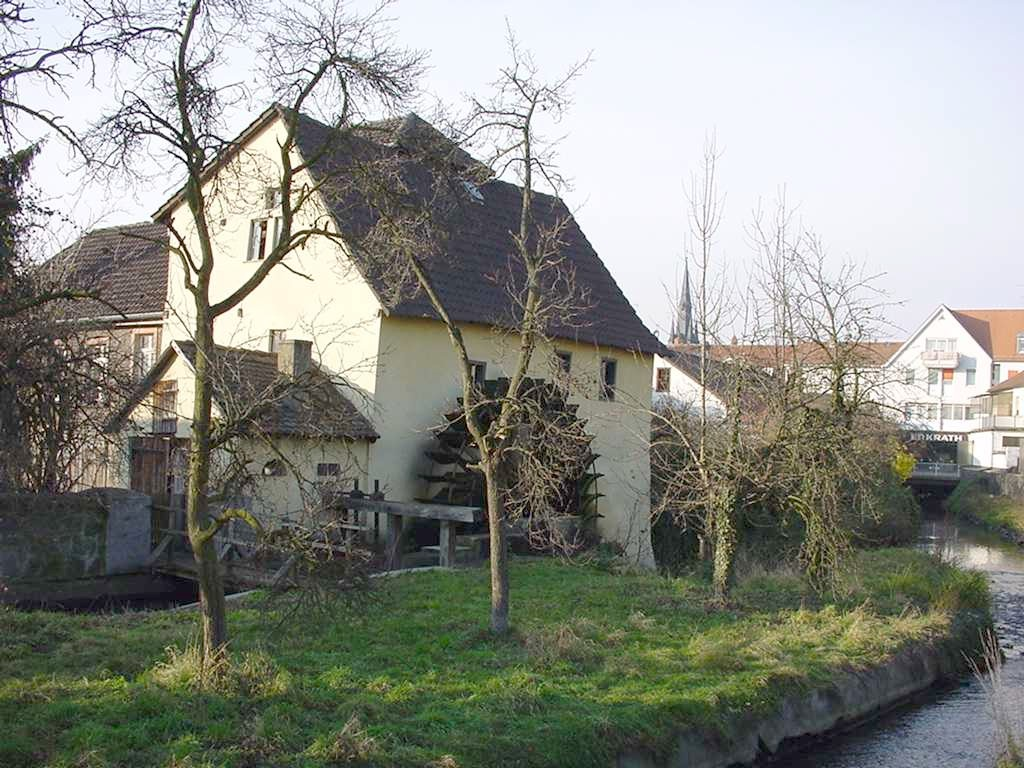
ブリュッケン・ミューレ

### 地名
ミュールハイム (Mühlheim) という地名は、かつてローダウ川やビーバー川の畔に10基の水車 (Mühle) があったことに由来する。現在は、ブリュッケン・ミューレ 1基だけ遺っている。この水車小屋は、聖霊降臨祭の月曜日（ドイツ水車の日）に見学することができる。

## 歴史

### 中世
皇帝ルートヴィヒ敬虔帝は、815年にウンターミュールハイム全域をオーバーミュールハイム（現在はゼーリゲンシュタット市内）とともに、当時フラク王国マインガウにいたアインハルトに贈った。ミュールハイムと、かつては独立していたディーテスハイムおよびレンマーシュピールはビーバーマルク（マインガウ内の小地区）に属し、周辺の森はドライアイヒ御狩場の一部となっていた。
ミュールハイムの教会は、中世においては長い間、ビュルゲル、オッフェンバッハ、ビーバー、ホイゼンシュタム、ディーテスハイム、レンマーシュピールの教会の母教会であった。
その後ミュールハイムはアムト・シュタインハイム（アムトは中世の行政単位）に属した。このアムトは、初めエップシュタイン家の所領であったが、1371年からは借金の担保としてカッツェンアインボーゲン伯家とハーナウ家が半分ずつ領していた。1393年からはクロンベルク家が全域を担保として領した。1425年にゴットフリート・フォン・エップシュタインはアムト・シュタインハイムをマインツ選帝侯に売却した。

### 近世以降
三十年戦争の間、1631年から1634年まで、グスタフ2世アドルフは、このアムトを戦利品として接収し、同盟関係にあったハーナウ家のハインリヒ・ルートヴィヒ・フォン・ハーナウ＝ミュンツェンベルク（1609年 - 1632年）とヤーコプ・ヨハン・フォン・ハーナウ＝ミュンツェンベルク（1612年 - 1636年）とに与えた。両伯の死後ヴェストファーレン条約により、ミュールハイムは再びマインツ選帝侯領となり、この体制が1803年まで続いた。この年の世俗化以後、この地域はヘッセン＝ダルムシュタット方伯、後のヘッセン大公の所領となった。
1819年、ビーバーマルクの分割後ミュールハイムはマルクヴァルトを獲得した。1873年、新たに開通した鉄道フランクフルト - ベーブラ線（現キンツィヒ鉄道）の駅がミュールハイムに造られた。
ミュールハイムにはユダヤ人コミュニティがあったが、国家社会主義者のテロ行為により消滅した。
1939年4月1日、国家社会主義的行政改革に伴ってミュールハイムはディーテスハイムと合併してミュールハイム・アム・マインとして都市権を与えられた。1949年からミュールハイム・アム・マインはヘッセン州市町村連合（旧ヘッセン自治体会議）の本部所在地となった。1977年1月1日、ヘッセン州の地域再編に伴って、それまで独立した町村であったレンマーシュピールが条例に基づいて合併した。

## 宗教

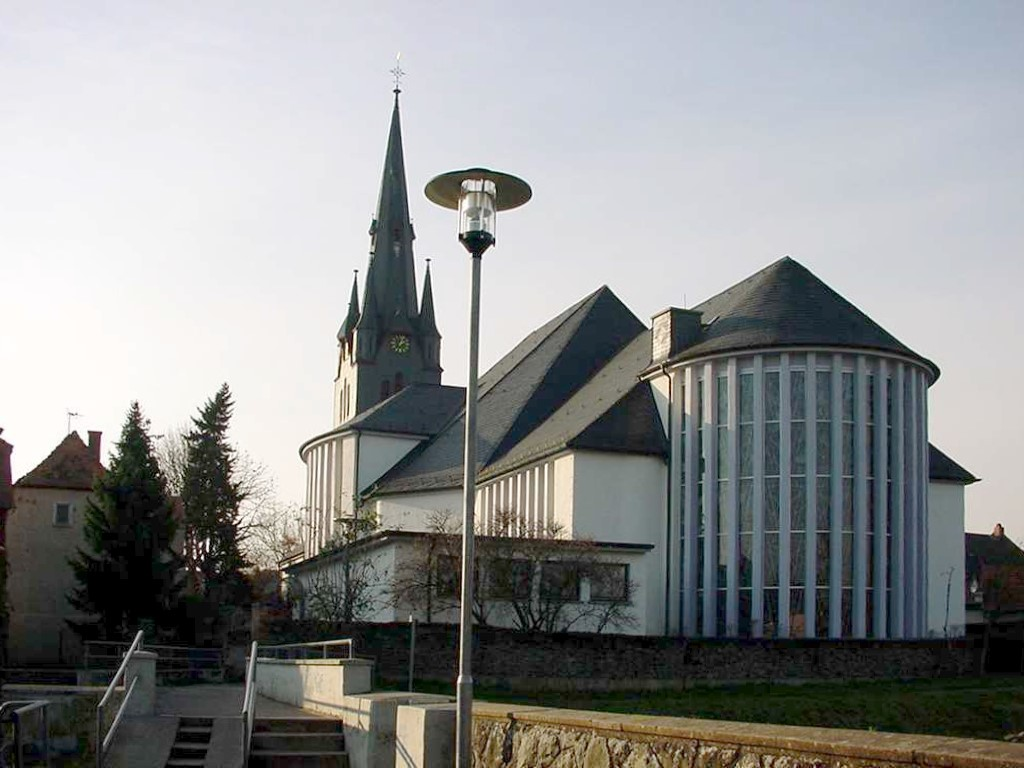
ミュールハイムの聖マルクス教会

- カトリック: ミュールハイムはマインツ選帝侯領であったことから、長い間カトリックの街であった。聖マクシミリアン・コルベ教区と聖マルクス教区およびその他の小教区はマインツ司教区のロートガウ首席司祭区に属す。
- プロテスタント: プロテスタントのフリーデンス教会組織とディートリヒ＝ボンヘッファー教会組織はヘッセンおよびナッサウ福音派教会に属す。
- 自由教会: アドヴェントゲマインデ・ミュールハイムと福音派メソジスト教会
- その他: エホバの証人はミュールハイムに王国ホールを有している。

## 行政

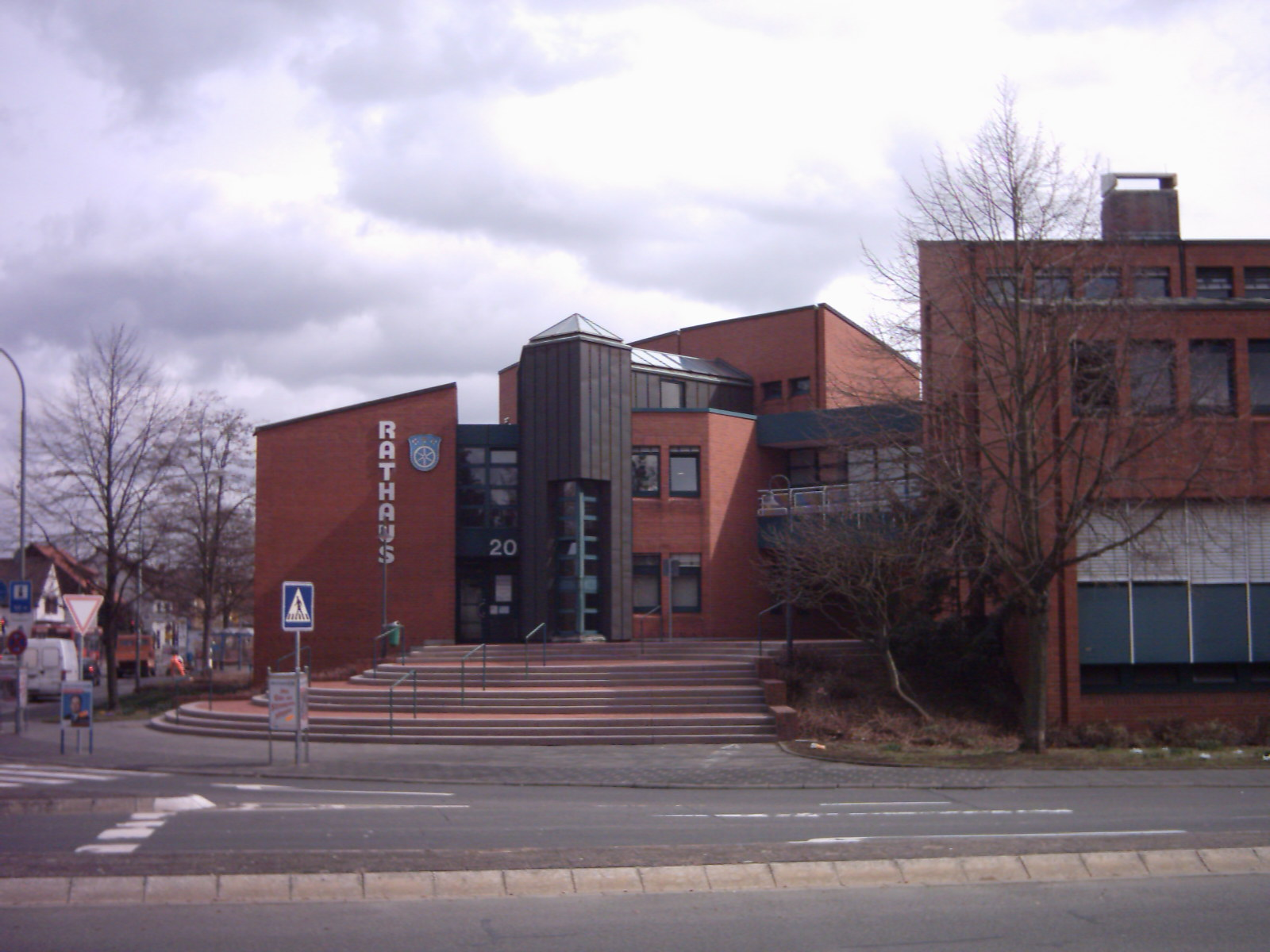
ミュールハイム・アム・マイン市庁舎

### 市議会
ミュールハイム・アム・マインの市議会は、45議席からなる。

### 紋章
ミュールハイム・アム・マインは、1948年から固有の紋章を有している。紋章は、青地に水車の輪が描かれており、その上部に金の蘂を持つ銀の花 (Immertreu) が3輪配されている。水車の輪は、10基の水車に至る町の歴史を表し、3輪の花は最初の農場を象徴し、青い背景は水際に位置するその立地を想起させるものである。

### 姉妹都市
- サン＝プリエスト（フランス、ローヌ県）1966年
- ティーフォンオルト（ドイツ、テューリンゲン州）1990年

2009年以降ミュールハイム・アム・マインは、サン＝プリエストおよび ヌナ（ブルキナファソ）と三者相互姉妹都市協定を結んだ。

## 文化と見所

### 演劇
風刺劇の劇団「ゲルダス・クライネ・ヴェルトビューネ」は 30年以上前からミュールハイムの文化生活に確固として重きをなしており、市外でもよく知られ、愛されている。公演は、しばしば1か月前から売り切れとなる。
かつてシュタール＝シャンツ社の研修所だった建物を改造した文化ホール「シャンツ」では、「文化工房アイゲンアート」が1998年から毎週、演劇、演芸、演奏会を開催している。

### 博物館
ミュールハイムには私立博物館がある。この他、民営のコレクション・ギャラリーもある。ミュールハイムの企業ハンス＝ギュンター・ツァハが運営するロールス・ロイス博物館もその一つである。

### 建築
ミュールハイムの水道塔は、ミュールハイム駅の近くに建つ古い玄武岩の建物で、広い範囲から見ることができるミュールハイムの象徴的建造物である。この水道塔は現在も使用されている。

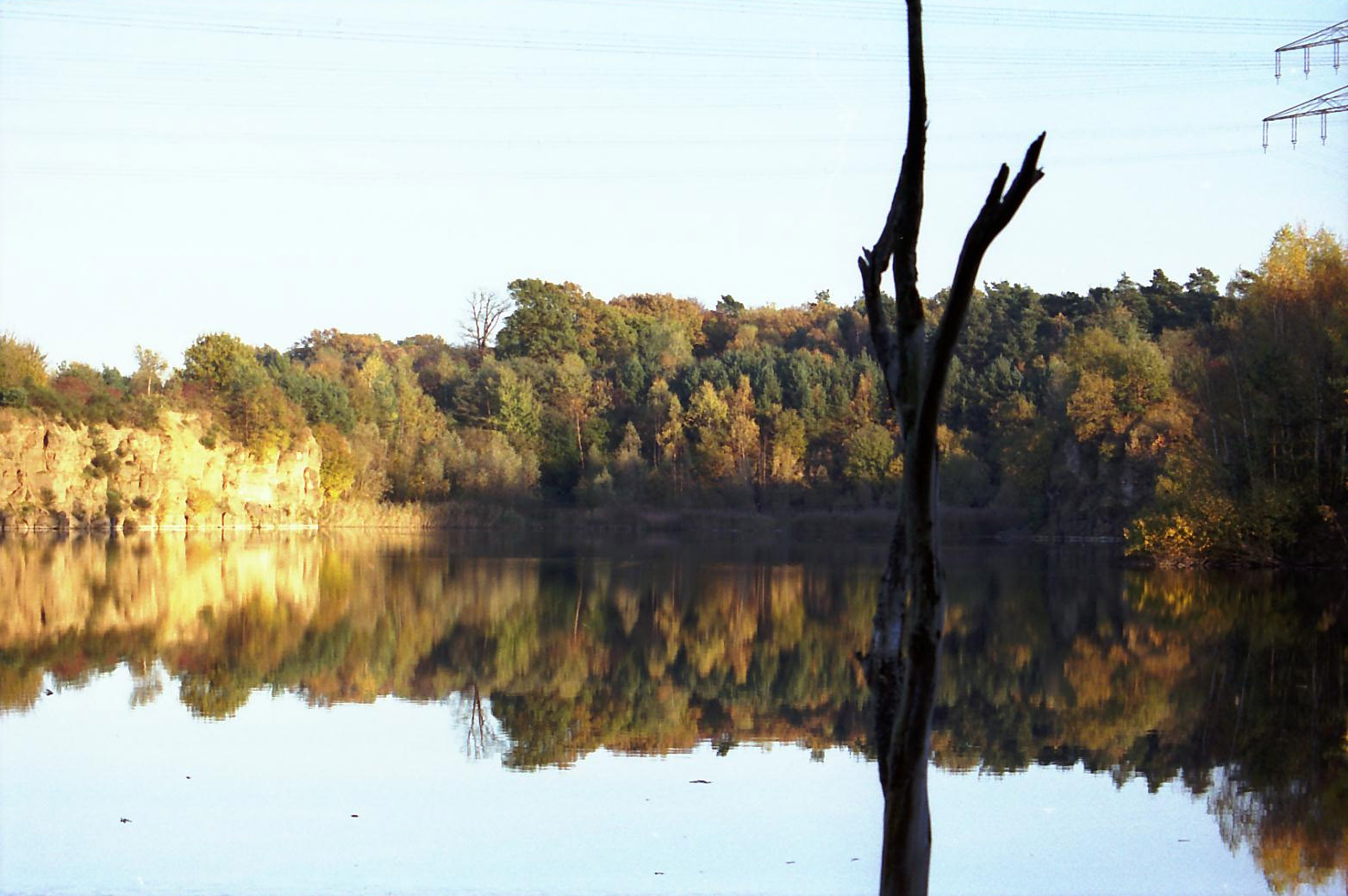
ディーテスハイムの旧石切場

### 自然文化財
自然保護地区ディーテスハイマー・シュタインブリューヒェ（直訳すると「ディーテスハイムの石切場」）は、ライン＝マイン地域で類例を見ない自然環境である。ここは、ディーテスハイム地区の旧玄武岩採石場周辺地域で、玄武岩の採石が行われなくなった後、再自然化し立ち入りができるよう公開された。特に印象深いのは、フォーゲルスベルク湖沿いの玄武岩の山腹である。

### ツーリズム
ヘッセン・アップルワイン・果樹園ルートやマイン自転車道が市内を通っている。また、ビーバー川とローダウ川に沿ってミューレン遊歩道が通っている。

### スポーツ
様々な球技スポーツ施設の他に、レンマーシュピール市区に屋内プールと屋外プールがある。マイン川ではボート競技も可能である。また、ミュールハイム＝ディーテスハイム射撃会では射撃競技を行うことができる。この他にディーテスハイム、ミュールハイム、レンマーシュピールの各市区に、SpVggディーテスハイムやキッカーズ・ヴィクトリア・ミュールハイムをはじめ、多くのテニス、卓球、サッカーなどのクラブが存在している。

### 年中行事
ディーテスハイム市区とミュールハイム市区ではバラの月曜日に、レンマーシュピール市区では謝肉祭の金曜日に行われるカーニバルのパレードにはこの地方全域から多くの見物客が訪れる。7月末に旧採石場で文化サークル・アーティフィシャル・ファミリーによる人気の音楽祭が開催される。毎年8月15日の週の週末に開催されるディーテスハイムの教会開基祭もこの地方では人気があり、多くの人々が訪れる。ミュールハイム市区の旧市街祭やクリスマスマーケットも人気である。

## 経済と社会資本

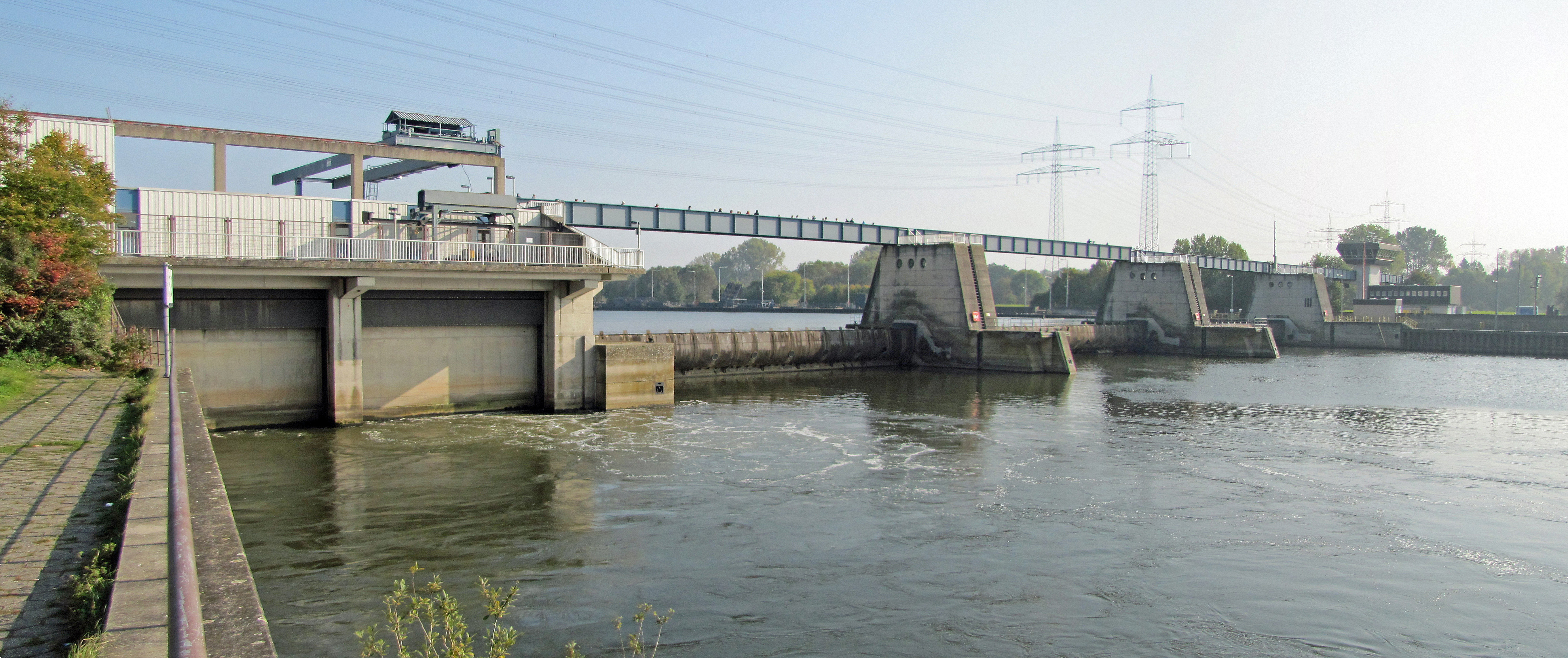
マイン川のミュールハイム堰

1970年代後半までミュールハイムはオッフェンバッハ郡の重要な工業都市であった。特にディーテスハイム採石場での玄武岩採掘、化学産業（レオンハルト染色場やゴム加工業）、砂利採掘、皮革加工業、金属産業、電子産業などが重要な経済因子であった。1970年代末以降、ミュールハイムには多彩な中規模企業が創設され、現在ではこの町に大企業はほとんど見られない。

### 交通
オッフェンバッハ郡の他の市町村と同様に、ミュールハイム交通渋滞と騒音に悩まされている。オッフェンバッハとハーナウとの間に位置する事から連邦道 B43号線は特に渋滞する。この連邦道とほぼ並行して運行本数の多い鉄道フランクフルト - フルダ線が走っている。また、ミュールハイムはフランクフルト空港の離着陸緩衝地帯に位置している。
ミュールハイムは1995年から Sバーンの2つの路線が利用可能となった。ミュールハイム駅の他にディーテスハイムに新しい駅が設けられた。両駅にはヴィースバーデン - フランクフルト - ハーナウ線（S8 / S9号線）が発着し、これを利用するとオッフェンバッハ中心部には約 5 分、フランクフルト中心部には約 20 分、フランクフルト空港へは約 35 分で到着できる。Sバーンの開通に伴って市バス網の整備が行われ、これによりレンマーシュピール市区が公共近郊交通に接続した。
この他に、オッフェンバッハ・バス路線 103、107、120系統がミュールハイムを通って運行している。

### メディア
日刊紙「オッフェンバッハ＝ポスト」が地元メディアである。日刊紙を補足するものとして、人物や事件についてまとめた「ディー・ロカーレ・ツァイトゥング・フュア・ミュールハイム、ディーテスハイム・ウント・レンマーシュピール」が月ごとに刊行されている。この他に、多くの広報紙がある。ミュールハイムに関する詳細は、週刊の「ドライアイヒ＝ツァイトゥング」と「シュタットポスト・ミュールハイム」にも掲載される。「フランクフルター・ルントシャウ」は、ローカル面でわずかながらミュールハイムに関するニュースを載せている。これに対して「フランクフルター・アルゲマイネ・ツァイトゥング」ではライン＝マイン＝ツァイトゥング面でミュールハイムに関する記事をしばしば掲載している。

### 教育
ミュールハイムには以下の公共教育機関がある。
- フリードリヒ＝エーバート＝ギムナジウム（ミュールハイム）
- フリードリヒ＝エーバート＝シューレ（本課程・実科学校、ミュールハイム）
- ゲーテシューレ（養護クラスを有する基礎課程学校、ミュールハイム）
- ヨハン＝ハインリヒ＝ヴィヒェルン＝シューレ（学習補助学校、ディーテスハイム）
- マルクヴァルトシューレ（基礎課程学校、マルクヴァルト住宅地）
- ローテ＝ヴァルテ＝シューレ（基礎課程学校、ローテ・ヴァルテ住宅地）
- ブリューダー＝グリム＝シューレ（基礎課程学校、レンマーシュピール）
- ゲシュヴィスター＝ショル＝シューレ（基礎課程学校、ディーテスハイム）
- モンテッソーリ＝シューレ・ミュールハイム（統合型総合学校、駅の南）

2006年からオッフェンバッハ郡で最初のモンテッソーリ教育の学校がミュールハイムに創立した。2012年に州の教育省は10学年に拡大することを許可した。民間が運営するこの学校には、2012年10月現在、1学年から7学年までの合計約 85人の生徒が、年齢混合の4クラスで学んでいる。
さらに警察専門学校であるヘッセン州立警察行政大学（旧行政専門大学）の分校やヘッセン警察アカデミーの警察犬専門施設がミュールハイム・アム・マインにある。
また、ミュールハイムには市民大学や音楽学校もある。

## 人物

### ゆかりの人物
- パウル・ヒンデミット（1895年 - 1963年）作曲家。5歳から5年間ミュールハイムに住み、基礎課程学校で学び、初等音楽教育を受けた。

## 引用
1. ↑  Hessisches Statistisches Landesamt: Bevölkerung in Hessen am 31.12.2023 (Landkreise, kreisfreie Städte und Gemeinden, Einwohnerzahlen auf Grundlage des Zensus 2011)]
2. ↑  Max Mangold, ed (2005). Duden, Aussprachewörterbuch (6 ed.). Dudenverl. p. 567. ISBN 978-3-411-04066-7
3. ↑  Richard Wille: Hanau im Dreißigjährigen Krieg. Hanau 1886, pp. 91, 593 - .
4. ↑  Erlaß des Reichsstatthalters in Hessen über den Zusammenschluß der Gemeinden Mühlheim und Dietesheim zu der Stadt Mühlheim am Main vom 28. Februar 1939. (Hess. Reg.Bl. pp. 26-27)
5. ↑  Gesetz zur Neugliederung des Landkreises Offenbach vom 26. Juni 1974 In: GVBl.I 1974/22（2012年12月28日 閲覧）
6. ↑  2011年3月27日の市議会議員選挙結果、ヘッセン州統計局（2012年12月28日 閲覧）